# 鈴木七瀬
鈴木 七瀬（すずき ななせ、1999年〈平成11年〉3月22日 - ）は、日本のレーシングドライバー。三重県鈴鹿市出身。スーパーFJシリーズなどに参戦している。

## 経歴
三重県鈴鹿市で生まれ育ち、幼少期からモータースポーツに励む。カートレースを経て、2020年代に入って四輪レースに転向。
2024年からはスーパーFJに本格参戦した。

## メディア出演
- 2024年6月 - CTY・CNSのテレビ番組『レーシングスピリット』で密着放送[1]。
- TikTok・YouTube上で所属チームの密着動画が公開されている[2][3]。